# Vernius-ház
A Vernius-ház Frank Herbert A Dűne-regényeiben szereplő egyik Nagy Ház.

A Vernius-ház címere

Az Ix nevű bolygót irányítják. A bolygó felszínét érintetlenül hagyták, így a teljes ipari termelést, és infrastruktúrát, lakóházakat, stb.-t a föld alá költöztették. Ezzel a lépéssel akarták elérni hogy az ellenfeleik kikémleljék az ixiek technikai tudását. Az Ix a technikai újításai révén nagy profitra tett szert. Ezzel szemben ellenfelük, a Richese-ház csak a másolásban jeleskedett.
Shaddam, miután császár lett, összefogott a Bene Tleilaxszal és puccsnak hála a Tleilax kapta meg a bolygót, hogy a fűszert mesterséges úton előállítsák. A hatalomátvétel után sokan és sokáig próbálkoztak hogy az Ix megszabaduljon a megszállóktól. Végül az Atreides-ház segítségével a Vernius ház visszaszerezte az Ixet.
A Vernius ház tagjai:
- Dominic Vernius: A tleilaxi hatalomátvétel után kénytelen feleségével, Shandóval, elmenekülni mivel az uralkodó renegátokká nyilvánította őket.
- Rhombur és Kailea: Dominic és Shando Vernius gyermekei, Leto Atreidesszel egykorúak. A puccs idején tizenévesek. A Caladanra kerülnek és az uralkodó védelmet ad nekik amíg a Caladanon vannak. Az Ix visszavétele után Rhombur lesz az uralkodó az Ixen.
- Bronso Vernius: Rhombur fogadott fia. Miután megtudja az igazságot, megszökik az apjától, de végül visszatér. Felnőttként, Rhombur halála után, ő irányítja az Ixet.